# Pietro d'Aviz
Pietro di Aviz o principe Pietro delle Sette Parti (del Mondo) (in portoghese: Pedro, infante de Portugal, 1º duque de Coimbra o Infante D. Pedro das Sete Partidas [do Mundo]. Pedro anche in spagnolo e in galiziano, Pero in aragonese, Petri in basco, Pere, in catalano, Pedru in asturiano, Pèire in  occitano e Pierre in francese; Lisbona, 9 dicembre 1392 – Vila Franca de Xira, 20 maggio 1449) principe della casa reale portoghese che fu primo Duca di Coimbra, dal 1415, e reggente del regno del Portogallo dal 1439 al 1448.

## Origine familiare[2][3][4][5]
Era il figlio quartogenito del re del Portogallo e dell'Algarve, João I o Giovanni I d'Aviz e di sua moglie, Filippa di Lancaster.

## Biografia
Pietro fu uno dei figli favoriti di suo padre, il re Giovanni I, che gli fece avere una buona educazione ed una notevole istruzione, eccezionale per i tempi in cui i grandi sovrani e feudatari erano poco istruiti se non addirittura analfabeti.
Crebbe coi suoi cinque tra fratelli e sorelle che arrivarono all'età adulta, Edoardo, Enrico, Isabella, Giovanni e Ferdinando, in un ambiente tranquillo e privo di intrighi e fu particolarmente legato a Edoardo, il futuro re del Portogallo, e Giovanni, il futuro conestabile del Portogallo (Il grande poeta portoghese, Luís de Camões, li cita nel racconto epico, I Lusiadi, come Ínclita geração).
Nell'agosto del 1415, fu al fianco del padre e dei fratelli Edoardo ed Enrico alla conquista di Ceuta, e il giorno dopo la presa della città fu fatto cavaliere con le armi che sua madre Filippa gli aveva fatto confezionare prima di morire (19 luglio 1415).

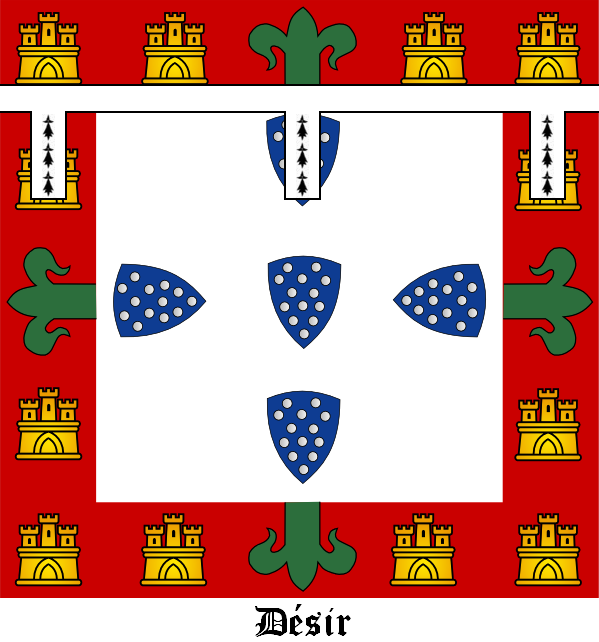
Bandiera personale di Pietro del Portogallo (duca di Coimbra) col suo motto, il misterioso: «Désir»

A seguito di questa impresa, il 15 settembre di quello stesso anno, a Tavira, gli fu conferito il ducato di Coimbra congiuntamente al fratello Enrico che ricevette il ducato di Viseu (furono i primi due ducati creati in Portogallo).

### I viaggi
Nel 1418 iniziò a viaggiare e per dieci anni visitò tutta l'Europa: incontrò Giovanni II di Castiglia a Valladolid, proseguì per l'Ungheria, dove incontrò, l'imperatore del Sacro Romano Impero, Sigismondo ed entrò al suo servizio e dopo aver combattuto contro i Turchi e partecipato alla Crociata Hussita in Boemia fu ricompensato con il titolo di marchese di Treviso, nel 1422.
 Nel 1424 lasciò i domini dell'impero per recarsi sull'isola di Patmos, dove incontrò, Murad II, il sultano dell'Impero ottomano, e da lì si recò a Costantinopoli, la capitale dell'Impero bizantino, che lo impressionò nonostante la sua posizione fosse disperata di fronte ad un attacco Ottomano. Da Costantinopoli si recò in Terra santa, passando da Alessandria e dal Cairo.
Nel 1425 visitò la Francia occidentale, passando da Parigi, per visitare l'Università, e poi l'Inghilterra, recandosi anche all'Università di Oxford.
Nel 1426, giunse nelle Fiandre e per due anni rimase alla corte del duca di Borgogna, Filippo il Buono, che era vedovo da un anno; Pietro raccomandò a Filippo la sorella Isabella, come moglie (nel 1428-1429, Filippo inviò una delegazione in Portogallo, che includeva il pittore Jan van Eyck, che fece due ritratti alla principessa Isabella, e nel 1430 furono celebrate le nozze).
Nel 1427, da Bruges, Pietro scrisse al fratello, Edoardo, futuro re del Portogallo, la famosa lettera sulla corretta amministrazione dei regni.
Nel 1428, visitò il suo Ducato di Treviso e si recò nella vicina Venezia, dove incontrò il Doge della Repubblica di Venezia, Francesco Foscari, che gli donò una copia de Il Milione, scritto da Marco Polo, libro che poi donò al fratello Enrico, il Navigatore, assieme alle carte e mappe che aveva comperato e raccolto durante i suoi dieci anni di viaggio.
Da Venezia, Pietro si recò a Roma dove fu ricevuto da papa Martino V, e da lì si diresse a Barcellona, dove negoziò con Alfonso V d'Aragona il matrimonio tra suo fratello, Edoardo e la sorella di Alfonso V, Eleonora, figlia del re della corona d'Aragona e di Sicilia, Ferdinando; infine concordò il suo matrimonio con Isabella di Urgell e quindi rientrò in Portogallo dopo oltre dieci anni di viaggi molto proficui di apprendimento.

### Matrimonio e regno del fratello Edoardo
Il 13 settembre 1428, Pietro sposò Isabella di Urgell (1409-1443), figlia del pretendente alla corona d'Aragona, il conte di Urgell, Giacomo II e di Isabella d'Aragona.

Il 14 agosto 1433, quando suo padre morì di peste, suo fratello Edoardo divenne re e Pietro assecondò il fratello nel favorire la concordia della nazione ed a proseguire la politica del padre riguardo all'esplorazione marittima dell'Africa.
Nel 1437, i suoi fratelli Enrico e Fernando, detto il Santo, persuasero il re Edoardo a lanciare un'offensiva in Marocco per ottenere una migliore base africana per la futura esplorazione dell'Atlantico e anche per compensare la perdita di importanza commerciale di Ceuta da quando era divenuta parte del regno portoghese, nel 1415. Però Giovanni, il conestabile del Portogallo e
Pietro, erano contrari all'iniziativa; avrebbero preferito evitare un conflitto con il re del Marocco. I fatti dettero loro ragione. L'attacco a Tangeri ebbe successo, ma a prezzo di alte perdite umane e ben presto la città fu perduta. Il fratello più giovane, Fernando, fu catturato, tenuto in ostaggio e morì in seguito in prigionia a Fès.

### La reggenza
Suo fratello Edoardo morì di peste nel 1438, poco dopo l'attacco a Tangeri, come i suoi genitori prima di lui. Alla morte di Edoardo, gli successe sul trono, sotto la reggenza della regina madre, Eleonora, il figlio Alfonso V detto l'Africano, che era ancora minorenne.
Questa decisione (testamentaria del defunto re) non piacque alla popolazione di Lisbona, che iniziò a ribellarsi, ma mentre suo fratello Giovanni spegneva ogni tentativo di ribellione, Pietro raccoglieva il malcontento intorno a sé, per cui fu richiesto alle cortes di pronunciarsi sulla reggenza:
- lasciarla ad Eleonora, appoggiata dalla maggioranza dei nobili, come da volontà testamentarie, oppure
- darla invece a Pietro, lo zio del re, che aveva l'appoggio di una parte della nobiltà ma soprattutto della borghesia cittadina.

Le cortes (pare che Pietro riuscisse negli intrighi meglio del fratellastro, Alfonso, conte di Barcelos e futuro duca di Braganza, che appoggiava la regina madre e stava coltivando un buon rapporto col nipote Alfonso V), nel dicembre del 1439, si pronunciarono per Pietro, che ricevette l'appoggio anche del fratello Giovanni, che accettò la decisione delle cortes.
Nel 1442, dopo la morte di Giovanni, Pietro cercò una riconciliazione col fratellastro, Alfonso, creandolo il 30 dicembre dello stesso anno, primo duca di Braganza (che divenne così il nobile più ricco e potente del regno), mentre continuava a portare avanti una politica che soddisfaceva la borghesia cittadina e un poco meno la grande nobiltà; inoltre riprese a concede sussidi al fratello Enrico che poté continuare le spedizioni per l'esplorazione dell'Atlantico.
Nel 1445, quando il rapporto tra Pietro ed Alfonso di Braganza sembrava essere migliorato, quasi normalizzato, il matrimonio tra il re, Alfonso V e Isabella, la figlia di Pietro, offese enormemente Alfonso di Braganza, che riteneva che il re doveva sposare una delle sue nipoti e pertanto i rapporti tra Pietro, il reggente e Alfonso di Braganza, lo zio più ascoltato da Alfonso V si guastarono in modo definitivo.

### La morte
Alfonso V, che aveva raggiunto la maggior età nel 1446, dal 9 giugno del 1448, cominciò a governare direttamente senza più bisogno della reggenza dello zio Pietro, anzi sotto l'influenza dell'altro zio, Alfonso I di Braganza, che gli suggerì di annullare tutti i provvedimenti presi da Pietro durante la reggenza. Cosa che Alfonso V fece il 15 settembre creando malumore in Pietro.
 Alfonso di Braganza, ora principale consigliere del re, cominciò a mettere in giro la voce che Pietro, non condividendo le posizioni del re, fosse un dissidente, e nel 1449 lo fece dichiarare apertamente un ribelle, facendo precipitare gli eventi che portarono alla rottura che sfociò in una guerra aperta, che vide Pietro alleato del proprio figlio, Pietro di Coimbra nuovo conestabile del Portogallo, contro Alfonso di Braganza ed il re Alfonso V, che si concluse con la battaglia sulle sponde del fiume Alfarrobeira, nelle vicinanze di Vila Franca de Xira, dove il duca di Coimbra perse la vita mentre il figlio, il conestabile del Portogallo, dovette lasciare il Portogallo e andare in esilio in Castiglia (riuscì a rientrare in possesso dei titoli e dei feudi che possedeva, solo dopo il 1454, anno in cui si era rappacificato col re Alfonso V).
Sulla morte di Pietro vi è ancor oggi incertezza sul fatto che Pietro forse non morì durante il combattimento ma fu assassinato da uno dei suoi stessi uomini.
Pietro fu tumulato nel Monastero di Batalha.
Con la morte di Pietro il regno del Portogallo cadde sotto l'influenza di Alfonso di Braganza, che aveva più potere del re e lo esercitò sino all'anno della sua morte (1461), mentre la figura di Pietro fu riabilitata dal nipote, Giovanni II del Portogallo, tredicesimo re del Portogallo, che citò spesso il nonno Pietro e perseguitò la casa di Braganza, forse anche perché aveva determinato la morte del più grande dei principi della Ínclita geração.

## Discendenza[2][3][4]
Dalla moglie Isabella, Pietro ebbe sei figli:
- Pietro di Coimbra (1429-1466), conestabile del Portogallo e re della corona d'Aragona in opposizione a Giovanni II di Trastàmara;
- Giovanni di Coimbra (1431-1457), secondo duca di Coimbra, nel 1456, sposò Carlotta di Lusignano, erede al trono di Cipro, ma morì appena un anno dopo, avvelenato dalla suocera, senza aver avuto figli;
- Isabella (1432-1455), sposò il cugino Alfonso V e divenne regina di Portogallo;
- Giacomo di Coimbra (1434-1459), cardinale e arcivescovo di Lisbona;
- Beatrice di Coimbra (1435-1462), sposò Adolfo di Clèves, signore di Ravenstein;
- Filippa di Coimbra (1437-1497), si occupò del nipote, Giovanni II del Portogallo, facendogli da seconda madre.

## Ascendenza
|                                            |                           |                                          | Genitori               |  |  | Nonni |  |  | Bisnonni                  |  |  | Trisnonni              |  |
|                                            |                           |                                          |                        |  |  |       |  |  | Alfonso IV del Portogallo |  |  | Dionigi del Portogallo |  |
|                                            |                           |                                          |                        |  |  |       |  |  | Alfonso IV del Portogallo |  |  | Dionigi del Portogallo |  |
|                                            |                           | Isabella d'Aragona                       |                        |  |  |       |  |  | Alfonso IV del Portogallo |  |  |                        |  |
| Pietro I del Portogallo                    |                           |                                          |                        |  |  |       |  |  | Alfonso IV del Portogallo |  |  |                        |  |
|                                            |                           | Beatrice di Castiglia                    | Sancho IV di Castiglia |  |  |       |  |  |                           |  |  |                        |  |
|                                            |                           | Beatrice di Castiglia                    | Sancho IV di Castiglia |  |  |       |  |  |                           |  |  |                        |  |
|                                            |                           | Beatrice di Castiglia                    | Maria di Molina        |  |  |       |  |  |                           |  |  |                        |  |
| Giovanni I del Portogallo                  |                           | Beatrice di Castiglia                    |                        |  |  |       |  |  |                           |  |  |                        |  |
|                                            |                           | Lourenço Martins                         | …                      |  |  |       |  |  |                           |  |  |                        |  |
|                                            |                           | Lourenço Martins                         | …                      |  |  |       |  |  |                           |  |  |                        |  |
|                                            |                           | Lourenço Martins                         | …                      |  |  |       |  |  |                           |  |  |                        |  |
| Teresa Lourenço                            |                           | Lourenço Martins                         |                        |  |  |       |  |  |                           |  |  |                        |  |
|                                            |                           | Sancha Martins                           | …                      |  |  |       |  |  |                           |  |  |                        |  |
|                                            |                           | Sancha Martins                           | …                      |  |  |       |  |  |                           |  |  |                        |  |
|                                            |                           | Sancha Martins                           | …                      |  |  |       |  |  |                           |  |  |                        |  |
| Pietro d'Aviz                              |                           | Sancha Martins                           |                        |  |  |       |  |  |                           |  |  |                        |  |
|                                            | Edoardo III d'Inghilterra | Edoardo II d'Inghilterra                 |                        |  |  |       |  |  |                           |  |  |                        |  |
|                                            | Edoardo III d'Inghilterra | Edoardo II d'Inghilterra                 |                        |  |  |       |  |  |                           |  |  |                        |  |
|                                            | Edoardo III d'Inghilterra | Isabella di Francia                      |                        |  |  |       |  |  |                           |  |  |                        |  |
| Giovanni Plantageneto, I duca di Lancaster | Edoardo III d'Inghilterra |                                          |                        |  |  |       |  |  |                           |  |  |                        |  |
|                                            |                           | Filippa di Hainaut                       | Guglielmo I di Hainaut |  |  |       |  |  |                           |  |  |                        |  |
|                                            |                           | Filippa di Hainaut                       | Guglielmo I di Hainaut |  |  |       |  |  |                           |  |  |                        |  |
|                                            |                           | Filippa di Hainaut                       | Giovanna di Valois     |  |  |       |  |  |                           |  |  |                        |  |
| Filippa di Lancaster                       |                           | Filippa di Hainaut                       |                        |  |  |       |  |  |                           |  |  |                        |  |
|                                            |                           | Enrico Plantageneto, I duca di Lancaster | Enrico Plantageneto    |  |  |       |  |  |                           |  |  |                        |  |
|                                            |                           | Enrico Plantageneto, I duca di Lancaster | Enrico Plantageneto    |  |  |       |  |  |                           |  |  |                        |  |
|                                            |                           | Enrico Plantageneto, I duca di Lancaster | Maud Chaworth          |  |  |       |  |  |                           |  |  |                        |  |
| Bianca di Lancaster                        |                           | Enrico Plantageneto, I duca di Lancaster |                        |  |  |       |  |  |                           |  |  |                        |  |
|                                            |                           | Isabella di Beaumont                     | Enrico di Beaumont     |  |  |       |  |  |                           |  |  |                        |  |
|                                            |                           | Isabella di Beaumont                     | Enrico di Beaumont     |  |  |       |  |  |                           |  |  |                        |  |
|                                            |                           | Isabella di Beaumont                     | Alice Comyn            |  |  |       |  |  |                           |  |  |                        |  |
|                                            |                           | Isabella di Beaumont                     |                        |  |  |       |  |  |                           |  |  |                        |  |